# Ballerina (canción)
«Ballerina» es una canción del músico norirlandés Van Morrison publicada en el álbum de 1968 Astral Weeks.
Morrison compuso el tema tras conocer a su futura esposa, Janet, durante una gira con Them por Estados Unidos en junio de 1966. El grupo tocó en el Fillmore Auditorium de San Francisco con The New Tweedy Brothers el 23 de junio. Uno de los miembros del grupo, Jim Armstrong, recuerda haber ensayado y tocado "Ballerina" con Van Morrison por primera vez en el Waikiki Shell de Hawái.
Van Morrison comentó sobre la canción:

"Estaba en San Francisco en 1966 y fui atraído por la ciudad. Era la primera vez que estaba ahí, y estaba sentado en el hotel y todo pasaba por mi cabeza, y tuve un flash sobre una actriz en un ballet, y creo que es de ahí de donde salió la canción".

Brian Hinton dijo acerca de la canción, tal y como fue grabada para Astral Weeks: "Si alguien sostiene que Morrison no puede cantar -una situación muy poco probable, de todos modos-, entonces simplemente intenta tocarlas. Toda la emoción humana está cristalizada aquí, sutilmente vocalizada: deseo, alegría, esperanza, cansancio, consuelo, temor y anticipación".
"Ballerina" quedó clasificada en el puesto 843 en la lista de las 885 mejores canciones de todos los tiempos recopilada por los oyentes de WXPN.

## Personal
- Van Morrison: guitarra rítmica y voz
- Jay Berliner: guitarra
- Richard Davis: contrabajo
- Connie Kay: batería
- John Payne: flauta
- Warren Smith, Jr.: vibráfono
- Larry Fallon: arreglos de cuerdas y vientos